# Sekime-Seiiku (metropolitana di Osaka)
La stazione di Sekime-Seiiku (関目成育駅?, Sekime-Seiiku-eki) è una stazione della metropolitana di Osaka situata nell'area est della città. Vicino alla stazione si trova quella di Sekime dove è possibile cambiare con i treni della linea principale Keihan.

## Stazioni adiacenti
| «                 | Servizio          | »                 |
| Linea Imazatosuji | Linea Imazatosuji | Linea Imazatosuji |
| ----------------- | ----------------- | ----------------- |
| Shimmori-Furuichi | Locale            | Gamō-yonchōme     |